# Morse (1899)
Morse (Q3) – francuski okręt podwodny z końca XIX wieku, jednostka prototypowa swojego typu. Okręt został zwodowany 4 lipca 1899 roku w stoczni Arsenal de Cherbourg, a do służby w Marine nationale wszedł w roku następnym. Jednostka służyła na wodach kanału La Manche, a z listy floty została skreślona we wrześniu 1908 roku.

## Projekt i budowa
Okręt został zaprojektowany przez inż. Gastona Romazzottiego. Jednostka wykonana była z brązu. Projekt wykorzystywał najlepsze cechy pionierskich konstrukcji „Gymnôte” i „Gustave Zédé”, plasując się wielkością między nimi. Początkowy koszt okrętu wyniósł 25 920 £ (648 000 franków.
„Morse” zbudowany został w Arsenale w Cherbourgu. Stępkę okrętu położono w 1897 roku, został zwodowany 4 lipca 1899 roku, a do służby przyjęto go w 1900 roku. Jednostka otrzymała numer burtowy Q3.

## Dane taktyczno–techniczne
„Morse” był niewielkim okrętem podwodnym o konstrukcji jednokadłubowej. Długość całkowita wynosiła 36,5 metra, szerokość 2,7 metra i zanurzenie 2,8 metra. Wyporność w położeniu nawodnym wynosiła 143 tony, a w zanurzeniu 149 ton. Okręt napędzany był na powierzchni i pod wodą przez silnik elektryczny Sautter-Harlé o mocy 284 koni mechanicznych (KM). Jednośrubowy układ napędowy pozwalał osiągnąć prędkość 7,25 węzła na powierzchni i 5,5 węzła w zanurzeniu. Zasięg wynosił 90 Mm przy prędkości 4,5 węzła w położeniu nawodnym oraz 25 Mm przy prędkości 4,5 węzła pod wodą. Dopuszczalna głębokość zanurzenia wynosiła 30 metrów.
Okręt wyposażony był w jedną dziobową wyrzutnię torped kalibru 450 mm, z łącznym zapasem trzech torped.
Załoga okrętu składała się z 13 oficerów, podoficerów i marynarzy.

## Służba
„Morse” cały okres swojej służby spędził na wodach kanału La Manche. Jednostkę skreślono z listy floty 14 września 1908 roku.